# Crystal-Ball-Funktion

Plot der Crystal-Ball-Funktion mit drei verschiedenen Parametersätzen

Die Crystal-Ball-Funktion, benannt nach der Crystal Ball Collaboration, ist eine Dichtefunktion einer asymmetrischen Wahrscheinlichkeitsverteilung, die oft benutzt wird, um verschiedene verlustbehaftete Prozesse in der Hochenergiephysik zu modellieren. Sie ist zusammengesetzt aus einem gaußförmigen zentralen Bereich, der für kleine Werte in ein Potenzgesetz übergeht. Die Funktion selber und ihre erste Ableitung sind stetig.
Die Crystal-Ball-Funktion ist gegeben durch
{\displaystyle f(x;\alpha ,n,{\bar {x}},\sigma )=N\cdot {\begin{cases}\exp \left(-{\frac {(x-{\bar {x}})^{2}}{2\sigma ^{2}}}\right),&{\mbox{falls }}{\frac {x-{\bar {x}}}{\sigma }}>-\alpha \\A\cdot \left(B-{\frac {x-{\bar {x}}}{\sigma }}\right)^{-n},&{\mbox{falls }}{\frac {x-{\bar {x}}}{\sigma }}\leqslant -\alpha \end{cases}}}
mit
{\displaystyle A=\left({\frac {n}{\left|\alpha \right|}}\right)^{n}\cdot \exp \left(-{\frac {\left|\alpha \right|^{2}}{2}}\right)}
{\displaystyle B={\frac {n}{\left|\alpha \right|}}-\left|\alpha \right|}
{\displaystyle N={\frac {1}{\sigma (C+D)}}}
{\displaystyle C={\frac {n}{\left|\alpha \right|}}\cdot {\frac {1}{n-1}}\cdot \exp \left(-{\frac {\left|\alpha \right|^{2}}{2}}\right)}
{\displaystyle D={\sqrt {\frac {\pi }{2}}}\left(1+\operatorname {erf} \left({\frac {\left|\alpha \right|}{\sqrt {2}}}\right)\right).}
Dabei ist {\displaystyle N} (Skwarnicki 1986) ein Normierungsfaktor, {\displaystyle {\bar {x}}} und {\displaystyle \sigma } sind Erwartungswert und Standardabweichung der Gauß-Verteilung, {\displaystyle \alpha } bestimmt die Position des Übergangs zwischen Gauß-Verteilung und Potenzgesetz und {\displaystyle n} ist der freie Parameter des Potenzgesetzes. erf ist die Fehlerfunktion.